# 캐슬린 터너
캐슬린 터너(Kathleen Turner, 1954년 6월 18일 ~ )는 미국의 배우이다.

## 출연 작품
- 줄리아 줄리아
- 로맨싱 스톤
- 존 말코비치 되기
- 로저 래빗